# Томас, Джордж Алан
Сэр Джордж Алан Томас (англ. Sir George Alan Thomas; 14 июня 1881, Стамбул — 23 июля 1972, Лондон) — английский шахматист; международный мастер (1950), международный арбитр (1952).
Первые уроки получил от матери, победительницы первого в истории шахматного женского турнира (Гастингс, 1895). В 1920—1940-е годах один из лидеров английских шахматистов; участник свыше 80 национальных и международных соревнований. Чемпион страны
(1923 и 1934).
Лучшие результаты в международных турнирах: Спа (1926) — 1-2-е; Танбридж-Уэлс (1927) — 1-2-е; Будапешт (1929) — 4-5-е; Ницца (1930) — 2-е; Шопрон (1934) — 2-3-е; Гастингс (1934/1935) — 1-3-е (с С. Флором и М. Эйве, впереди X. Р. Капабланки и М. Ботвинника; лучший результат в шахматной карьере Томаса); Плимут (1938) — 1-2-е места. В составе команд Великобритании и Англии участник 7 олимпиад (1927—1939); лучший результат — в 1927 — 1-е место на 3-й доске. В 1947 участник матча СССР — Великобритания.
Разносторонний спортсмен; многократный чемпион Англии по бадминтону, автор книг о бадминтоне, глава Международной федерации бадминтона с 1934 по 1955 год (с 1948 под эгидой Международной федерации бадминтона разыгрывается Кубок Томаса), участник Уимблдонских турниров по теннису.